# 边见尤
边见尤，汉军镶红旗人，是一名清朝政治人物。
边见尤曾于1780年接替周世宅任金山县知县一职，1780年由周世宅接任。